# Li Shanlan
Li Shanlan, né le 2 janvier 1811 à Haining dans la province de Zhejiang et mort le 9 décembre 1882, est un mathématicien chinois.

## Biographie
Li Shanlan est né le 2 janvier 1811, dans une famille probablement aisée, et il reçut une instruction littéraire basée sur l'étude des Classiques.
Il découvre les mathématiques avec la lecture des Neuf Chapitres sur l'Art Mathématique, à l'âge de huit ou dix ans . Quelques années plus tard, en 1824 ou 1825, il se procure une traduction incomplète des Éléments d'Euclide (traduction de 1607 par Xu Guangqi et Matteo Ricci).
Il poursuit son apprentissage des Classiques et des mathématique puis part à Hangzhou pour passer l'examen provincial, mais il échoue. Pendant son séjour il achète un ouvrage d'algèbre de Li Ye, Ceyuan haijing (en) (« Miroir comparable à l'océan reflétant le ciel de calculs de cercles inscrits et circonscrits »).
À cette époque, de nombreux lettrés s'intéressent aux travaux algébriques chinois vieux de plusieurs siècles et communiquent entre eux, formant ainsi un « embryon de communauté mathématique. »
Li Shanlan se fait alors remarquer par son exégèse d'un texte de Zhu Shijie (Siyuan yujian, 1303). Mais même avec du talent et une certaine réputation, il ne peut envisager à cette période faire des mathématiques sa seule activité; il exerce donc un temps comme précepteur.
En 1852, il part à Shanghai et devient traducteur pour la London Missionary Society. Il travaille pendant huit ans à traduire en chinois des travaux scientifiques occidentaux. Ces traductions, qui se font en binôme avec un européen (il collabore notamment avec Alexander Wylie (en) et Joseph Edkins), nécessitent souvent plus d'un an de travail et Li Shanlan en mène jusqu'à trois à la fois réparties sur une journée.
En 1860, pendant la révolte des Taiping, Li Shanlan fuit Shanghai, probablement avant l'attaque de la ville.

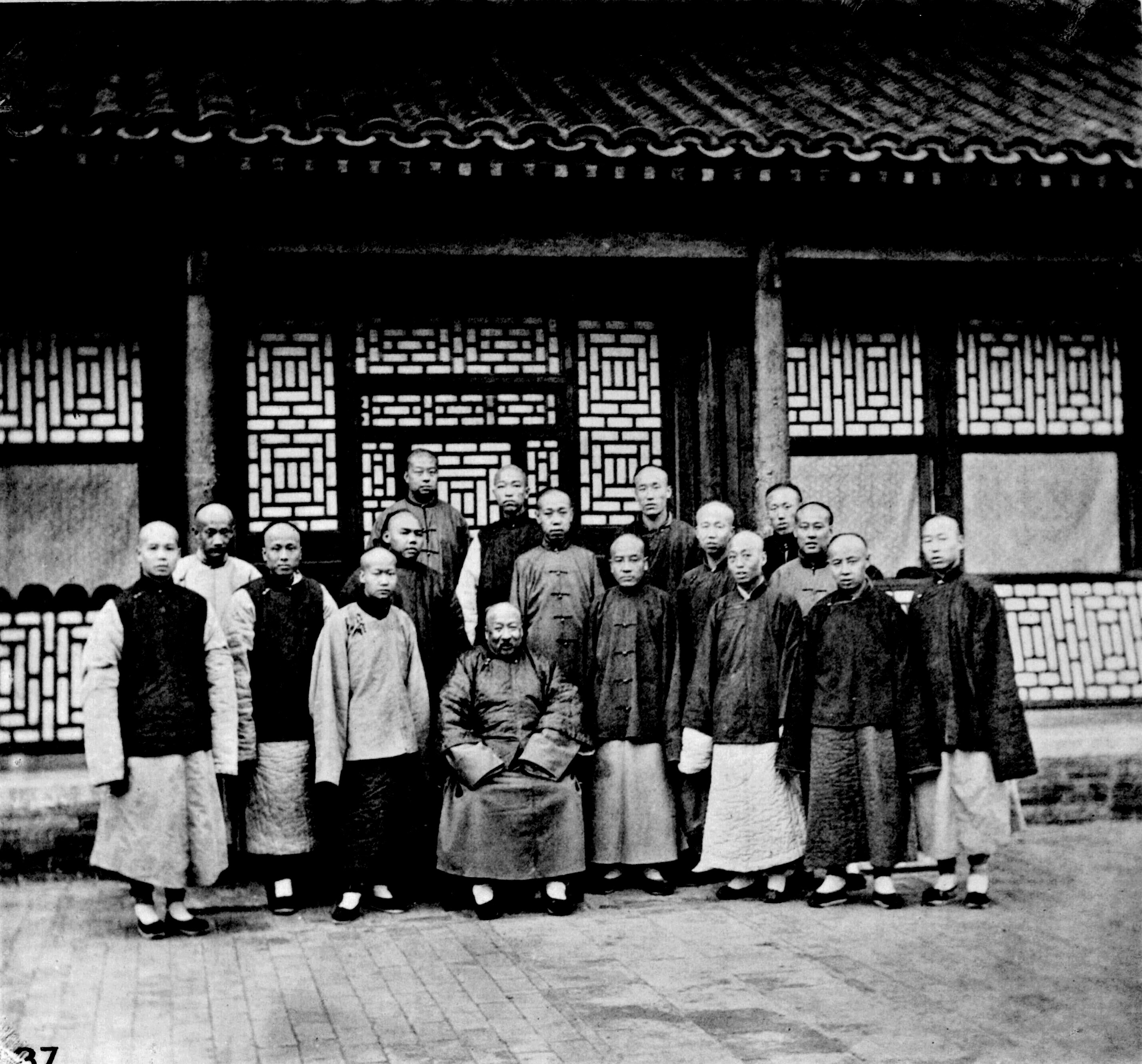

En 1867 s'ouvre une section de mathématiques et d'astronomie au Tongwen Guan (en) de Pékin (~école de formation pour traducteurs, créée en 1862). Li Shanlan, sur recommandation de Guo Songtao (en), y est nommé professeur. Il y enseigne jusqu'à sa mort en 1882.

## Travaux
Bien que les traductions de Li Shanlan soient d'une importance significative pour la diffusion, en Chine, d'ouvrages récemment publiés en Europe, ce sont ces travaux en mathématiques qui font sa renommée.

### Traductions
À partir de 1852, Li Shanlan travail en collaboration à la publication de plusieurs traductions chinoises d'ouvrages occidentaux traitant de mathématiques, d'astronomie, de mécanique, de botanique :
- avec Alexander Wylie
  - les neuf derniers livres des Éléments d'Euclide (trad. publiée en 1857)
  - Elements of Analytical Geometry and of the Differential and Integral Calculus (1851) d'Elias Loomis (trad. publiée en 1859)
  - Elements of Algebra (1835) d'Auguste De Morgan (trad. publiée en 1859)
  - Outlines of Astronomy (4ème ed., 1851) de John Herschel
- avec Joseph Edkins
  - An elementary treatise on mechanics de William Whewell
  - Elements of Botany de John Lindley (Alexander Williamson (en) collabore également)

### Mathématiques
En 1867, avec le soutien financier de Zeng Guofan, Li Shanlan publie la collection de ses travaux mathématiques en treize volumes : Les mathématiques du studio voué à l'imitation des Anciens.
C'est dans cette collection qu'apparaît la « Formule de Li Renshu »,  dans un traité intitulé Duoji bilie. C'est Paul Turan, sur demande de George Szekeres qui en fait la première démonstration (publiée en 1954).